# Хермелин
Хермелинът е хищен бозайник от семейство Порови (Mustelidae).

## Общи сведения
Дължината на тялото варира между 17 и 38 cm. Достига тегло между 70 и 260 g.
През зимата козината е бяла, с изключение единствено на върха на опашката, докато през лятото само козината на корема е бяла.

## Разпространение
Среща се в горите на северните части на Северна Америка, Европа и Азия. Среща се и в България.

## Начин на живот и хранене
Катери се по дървета и храсти, плува отлично. Живее поединично и маркира територията си със секрет от подопашната жлеза. Ловува предимно полевки и мишки.

## Размножаване
Женската ражда от 1 до 20 малки, с тегло 3 – 4 g и дължина на тялото 32 – 51 mm. Не всички се размножават по едно и също време. Чифтосват се между април и август. Поколението се появява на бял свят едва след една година. Обикновено се раждат пет до шест малки. Новородените хермелини са много малки и снежнобели.